# NGC 5522
NGC 5522 je spiralna galaktika u zviježđu Volaru. 

## Vanjske poveznice
- (engl.) SEDS: NGC 5522
- (engl.) Hartmut Frommert: Revidirani Novi opći katalog
- (engl.) Izvangalaktička baza podataka NASA-e i IPAC-a
- (engl.) Astronomska baza podataka SIMBAD
- (engl.) VizieR
- (engl.) Auke Slotegraaf: NGC 5522 Deep Sky Observer's Companion
- (engl.) Courtney Seligman: Objekti Novog općeg kataloga: NGC 5500 - 5549